# Sanctuaire
Pour les articles homonymes, voir Sanctuaire (homonymie).

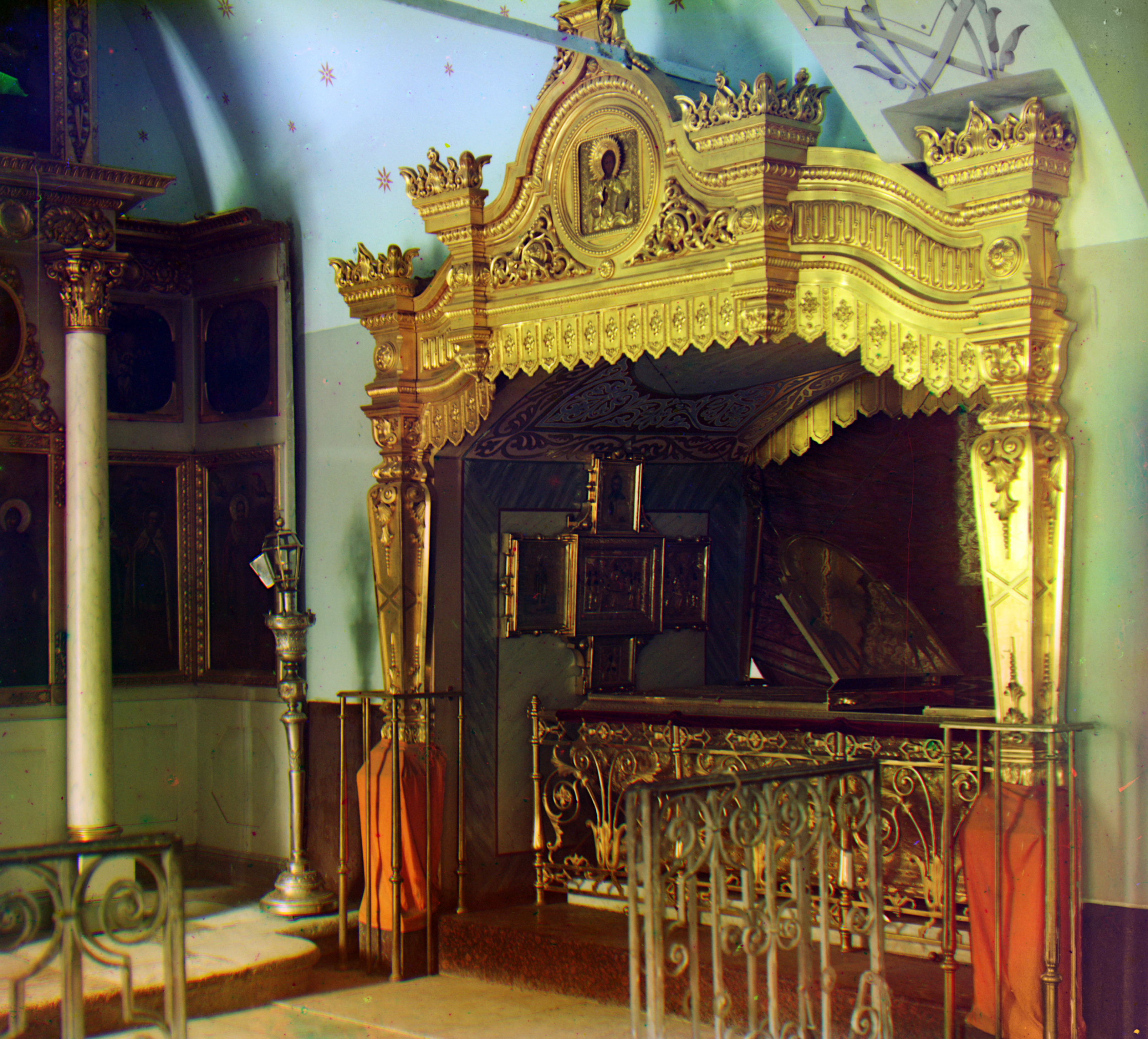
Sanctuaire orthodoxe à Souzdal en Russie.

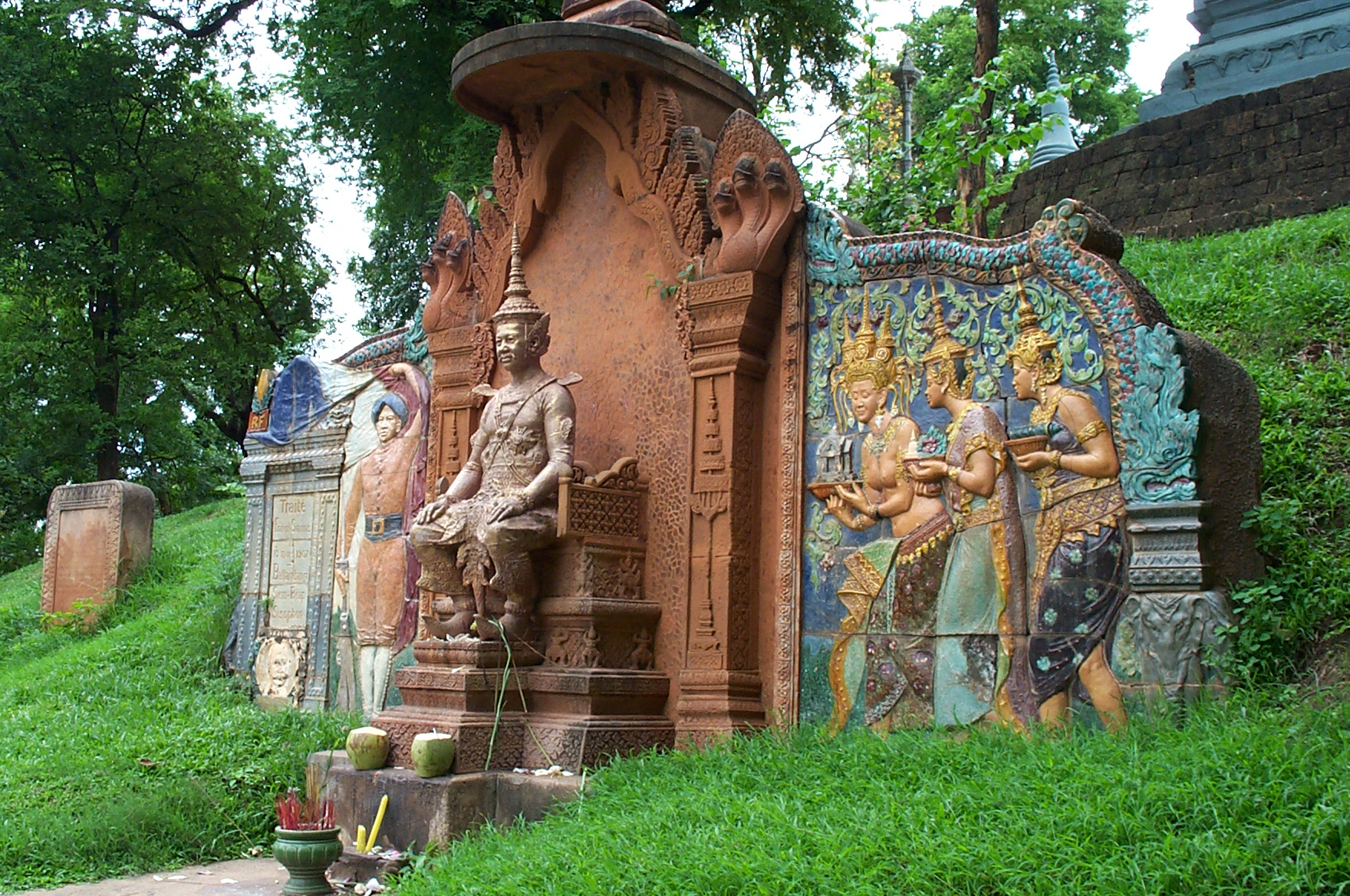
Sanctuaire bouddhiste à l'extérieur du Wat Phnom à Phnom Penh.

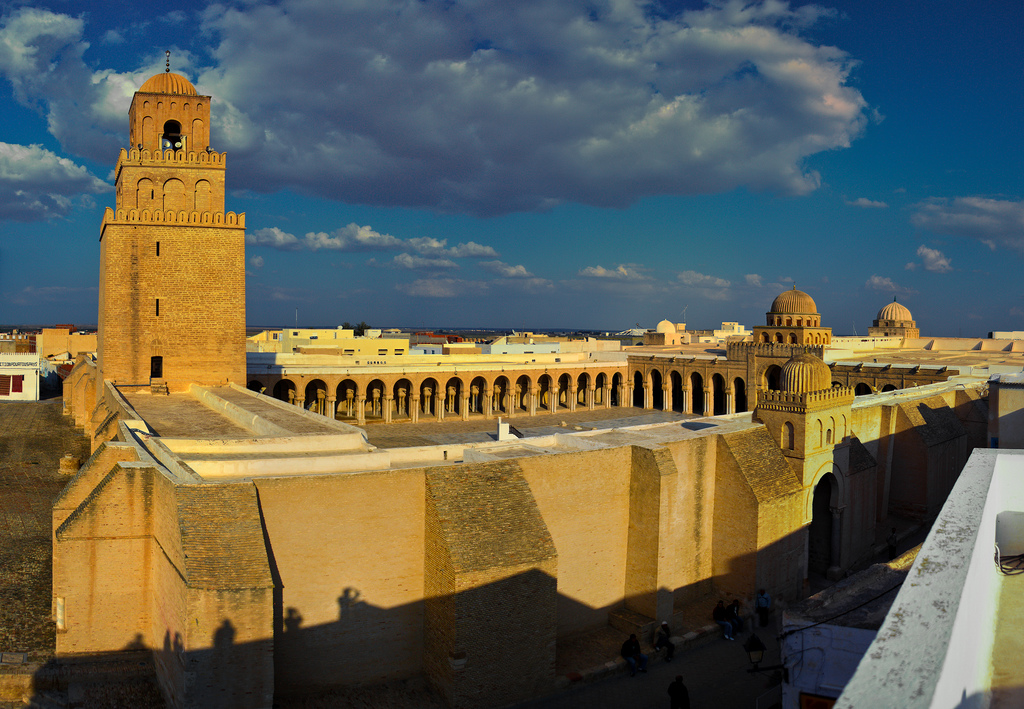
La grande mosquée de Kairouan est le plus ancien et le plus prestigieux sanctuaire de l'Occident musulman, à Kairouan en Tunisie.

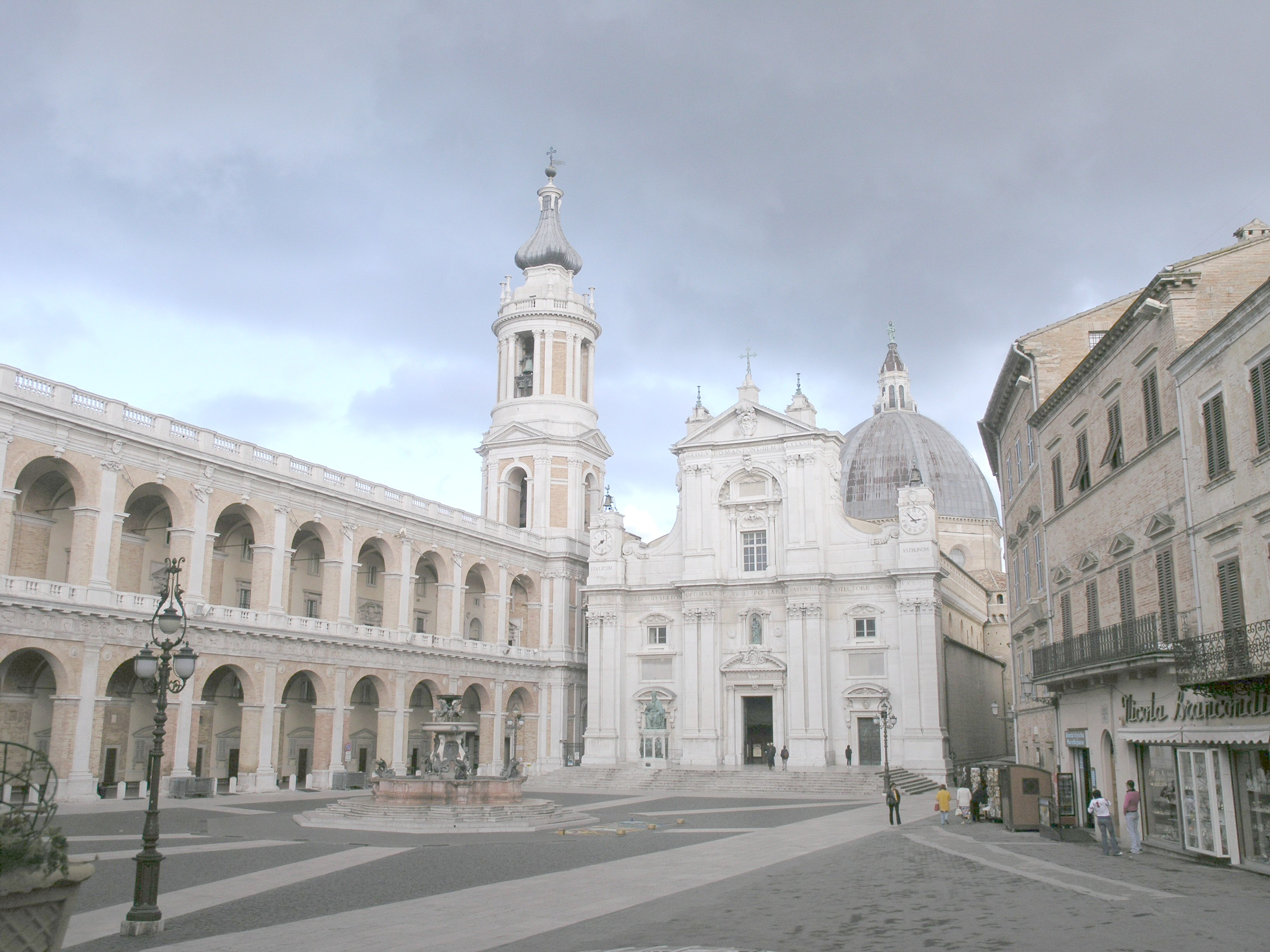
Sanctuaire dédié à Notre Dame de Lorette, en Italie.

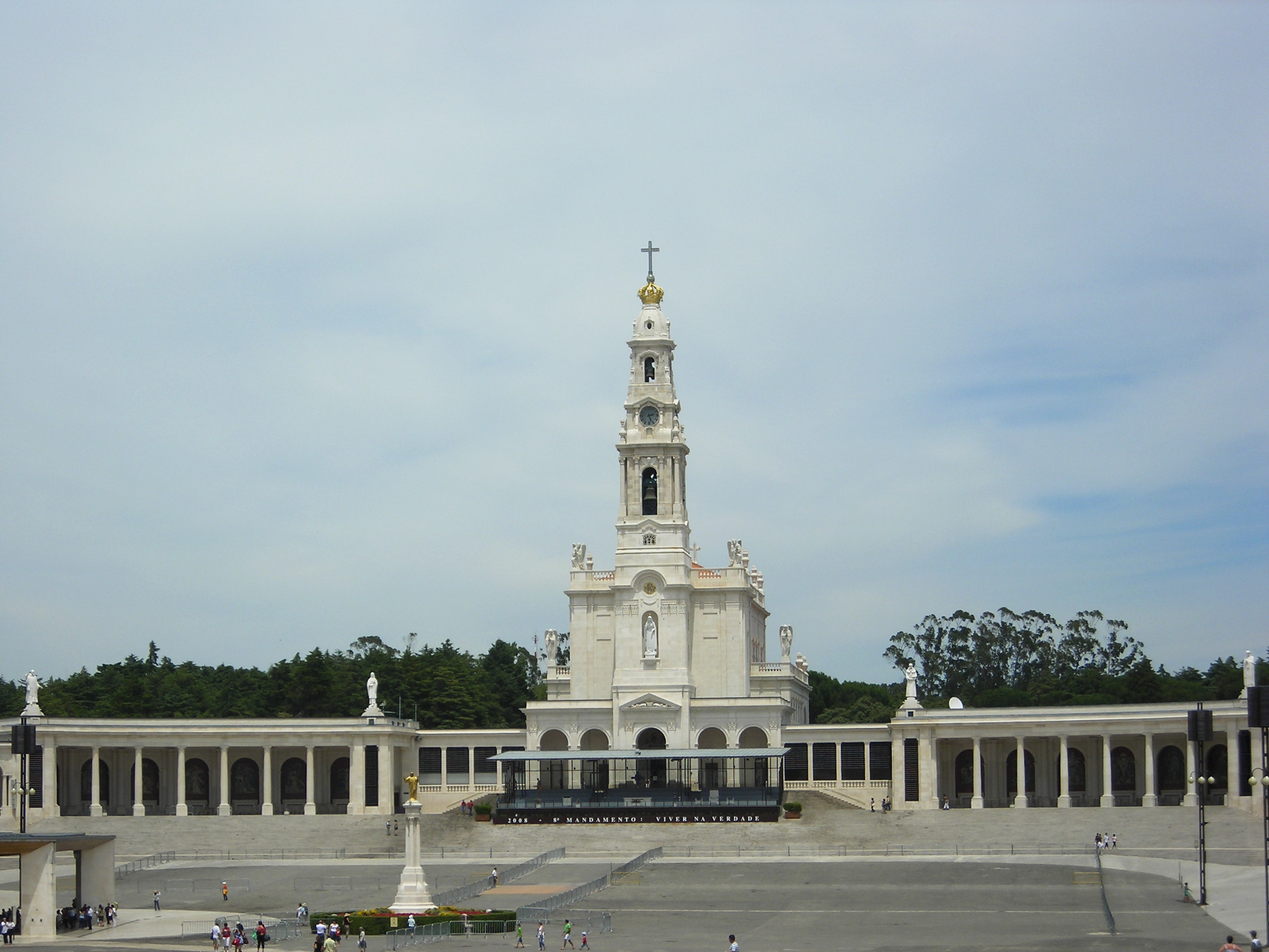
Le sanctuaire de Fátima, au Portugal.

En anthropologie religieuse, un sanctuaire (de sanctus, « sacré ») est généralement un édifice ou lieu rendu (par « consécration ») ou devenu sacré, par son association au Divin ou Transcendant. Le terme désigne donc un site sacré. En conséquence ce lieu est parfois interdit aux profanes, et accessible aux seules personnes « sacrées », les ministres du culte (souvent appelés « prêtres ») à la différence d'un temple classique construit pour être un lieu accessible en particulier aux fidèles, mais pas seulement à eux. Les sanctuaires sont donc souvent associés à l'idée de pèlerinage. Un sanctuaire peut également abriter une ou plusieurs reliques d'un saint. 
Dans une église ou un temple, le sanctuaire est la partie où se trouve l'autel et une représentation symbolique du Divin, où s'accomplissent les rites sacrés. Le sanctuaire ne doit pas être confondu avec le chœur qui est l'espace où se tiennent les moines - pour le chant de l'office divin - ou le clergé. Dans les petites églises, le sanctuaire et le chœur ne forment qu'un. Dans les cathédrales, la liturgie actuelle de l'Église catholique a placé le sanctuaire à la croisée du transept pour permettre une meilleure participation des fidèles à l'office religieux.
Les traditions religieuses ayant institué des lieux publics de dévotion souvent dénommés sanctuaires incluent :
- les Églises chrétiennes, telles l'Église anglicane, l'Église catholique et l'Église orthodoxe  à l'exception notable des Églises protestantes  élevées historiquement contre le culte des saints ;
  - dans le rite byzantin, le sanctuaire désigne plus spécifiquement la partie de l'église située à l'arrière de l'iconostase, à l'abri du regard des fidèles ;
- l'hindouisme ;
- le bouddhisme ;
- le shintoïsme : au Japon, un sanctuaire shinto est un lieu sacré consacré à une divinité ou dans laquelle on conserve une relique sacrée ou une icône objet de vénération de la part des croyants ;
- l'islam ;
- le catharisme.

## Liste de sanctuaires

### Afrique de l'Ouest

#### Côte d'Ivoire
- Sanctuaire Marial d'Abidjan

### Amérique du Nord

#### Canada
- Basilique Notre-Dame du Cap
- Basilique Sainte-Anne-de-Beaupré
- Grand-Pré
- Sanctuaire Sainte-Marguerite-d'Youville à Varennes
- Oratoire Saint-Joseph du Mont-Royal
- Sainte-Anne-du-Bocage
- Sanctuaire de la Réparation au Sacré-Cœur et de Padre Pio

### Europe

#### Grèce antique
- Sanctuaire panhellénique
  - Athènes
  - Claros
  - Délos
  - Delphes
  - Éleusis
  - Magnésie du Méandre
  - Némée
  - Olympie

Sanctuaires grecs

  - Sanctuaire des Grands Dieux de Samothrace
- Sanctuaire de Zeus à Dodone, l'un des plus anciens oracles de Grèce (XIIe siècle av. J.-C.)
- Sanctuaire d'Artémis Orthia à Sparte

#### Rome antique
- grotte et source d'Égérie, près de l'ancienne porte Capène
- lac de Curtius
- Sanctuaire de Mercure au Mont Soracte
- Sanctuaire de Jupiter latiaris au Mont Albain

#### Gaule
- Sanctuaire gallo-romain de Grand à Grand
- Sanctuaire fédéral des Trois Gaules à Lugdunum (actuelle Lyon)
- Enclos belges ou picards
- sanctuaire de Mauzac

#### France
Avec en particulier :
- Sanctuaire de Lourdes
- Sanctuaire de Notre-Dame de Bétharram
- Sanctuaire de Notre-Dame de Garaison
- Sanctuaire de Lavasina, dans la cap Corse près de Brando
- Sanctuaire de Notre-Dame du Laus
- Sanctuaire marial de La Salette

#### Allemagne
- Sanctuaire de Notre-Dame d'Altötting

#### Italie
- Sanctuaire de Vicoforte
- Sanctuaire de Sainte Philomène à Mugnano del Cardinale (Avellino)
- Sanctuaire de l'Amour Miséricordieux à Collevalenza (Pérouse)

#### Portugal
- Sanctuaire de Fátima, à Cova da Iria.
- Sanctuaire du Christ Roi, en Almada.

### Sanctuaires hindous
- Sanctuaire d'Erawan (thaï : ศาลพระพรหม, prononcé San Phra Phrom)
- Sanctuaire de Mỹ Sơn, inscrit au patrimoine mondial de l'UNESCO depuis 1999 no 949[5]

### Autres sens

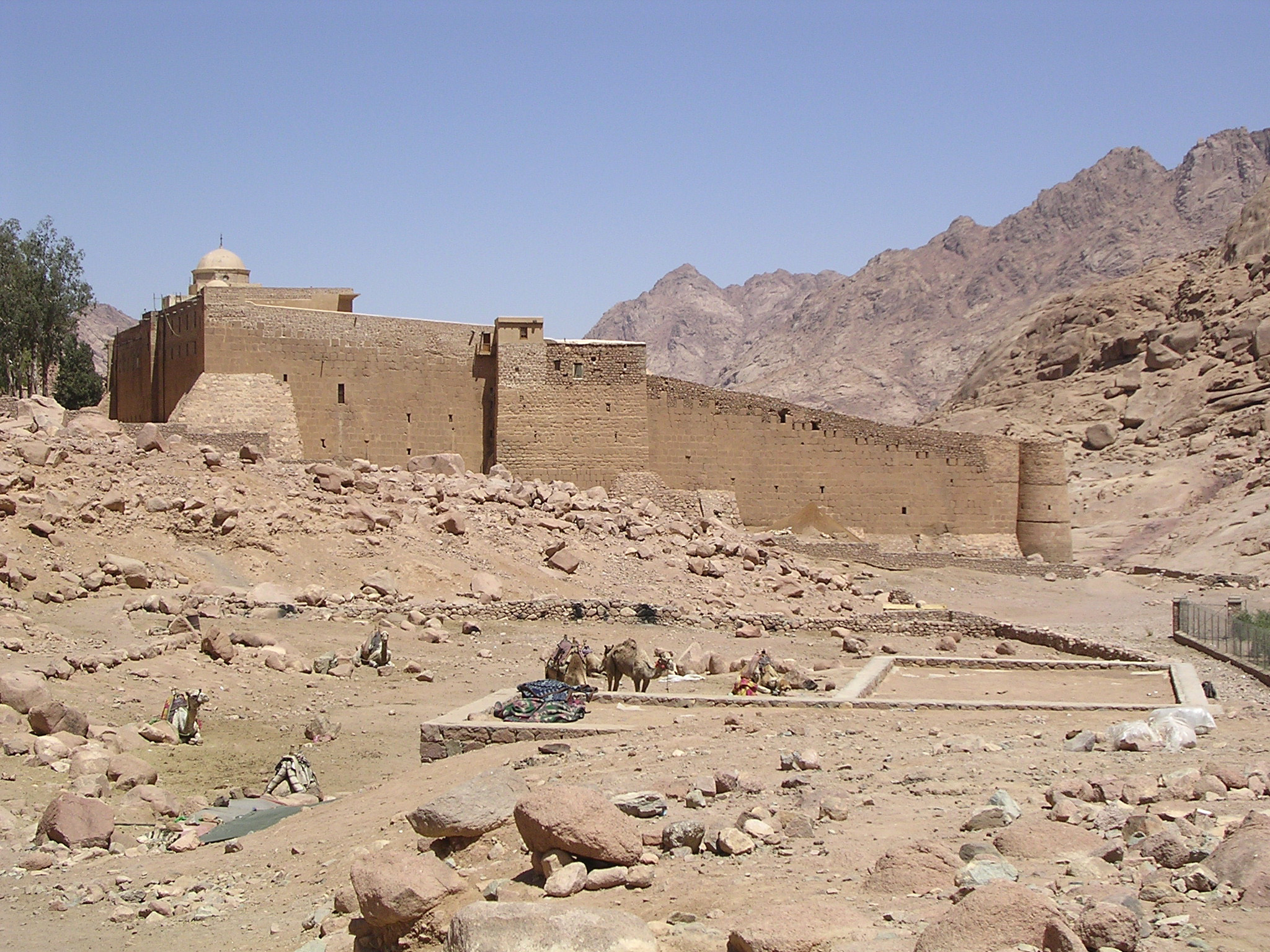

« Sanctuaire », « sanctuariser », « sanctuarisation » font désormais aussi partie du vocabulaire juridique, écologique et géopolitique.

#### Écologie
Le terme désigne également, par extension, un espace bénéficiant d'un ensemble de mesures assurant sa garantie, sa protection, avec une dimension de sauvegarde, de mis à part, d'intangibilité.
- Le sanctuaire de la vie sauvage de Mount Abu,
- Sanctuaire faunique de Govind Pashu Vihar

#### Géopolitique
Dans ce contexte, le mot « sanctuaire » caractérise un territoire qui bénéficie de la dissuasion nucléaire.